# Fissura lateralis
De fissura lateralis of groeve van Sylvius is vernoemd naar de zeventiende-eeuwse Nederlandse anatoom Sylvius. Deze hersengroeve scheidt voornamelijk de lobus temporalis (slaapkwab) van de bovenliggende lobus frontalis (voorhoofdskwab) en bovenliggende lobus parietalis (wandkwab).
Gaat men de fissura lateralis in, dan stuit men onder andere op de lobus insularis (eilandkwab). Deze laatste structuur wordt eigenlijk verborgen door de bovenste wand van de fissura lateralis, welke men opercula (deksels) noemt.
Ondanks dat de fissura lateralis veelal als een scheidingsgroeve tussen de verschillende hersenkwabben wordt gezien, kent de fissura lateralis een aantal zijtakken die tot in de boven- en onderliggende hersenkwabben reiken. Het middelste gedeelte van de fissura lateralis noemt men de truncus fissurae lateralis (stam van de groeve van Sylvius). De takken vooraan de fissura lateralis, de ramus horizontalis fissurae lateralis (horizontale tak van de groeve van Sylvius), de ramus ascendens fissurae lateralis (opstijgende tak van de groeve van Sylvius) en de sulcus diagonalis, doorboren de frontale kwab, waarbij de takken achteraan, de ramus terminalis ascendens fissurae lateralis (stijgende eindtak van de groeve van Sylvius) en de ramus terminalis descendens fissurae lateralis (dalende eindtak van de groeve van Sylvius) de pariëtale kwab doorboren.
De truncus fissurae lateralis kent ook nog een aantal vertakkingen zoals, de sulcus temporalis transversus (slaapdwarsgroeve), een groeve gedeeltelijk het buitenoppervlak van de gyrus temporalis superior (bovenste slaapwinding) doorsnijdt, de sulcus subcentralis anterior en de sulcus subcentralis posterior.